# 賣命
《賣命》為科幻小說作家倪匡筆下的作品，衛斯理系列編號106，是《買命》的續集。倪匡於1996年10月26日完成此小說，並在1997年6月30日出版成書。

## 故事大綱
自衛斯理於《買命》把一眾權貴逐走後，已經過去了三十多天。然而，對於「生命配額」徵求者的調查依然毫無進展。故此，衛斯理感到極為失望，並打算放棄。這時，良辰美景致電。原來，雙胞胎富商陳景德有事求他。陳景德向衛斯理表示其兄長陳宜興為了延長壽命，於是計劃成為應徵者，希望能與徵求者聯絡。可是，陳宜興在接收到徵求者的信息後突然消失，陳景德知道這與「生命配額」有關，因此先與良辰美景聯絡，再找來衛斯理求助。
衛斯理認為陳景德的前來是一道曙光，因而要求陳景德仔細交代過程。原來，當陳宜興不知所終後，陳景德因與其兄有心靈互通的能力，故於夢中見到其兄於水中移動，最後於一個密室中暫居。對這難以置信的夢境，衛斯理認為這只是徵求者影響陳景德腦部的結果，不足為道。
此後，柳絮上門找衛斯理，柳絮告訴衛斯理，她在調查時盜取的文件，記憶懷疑被徵求者盜讀。衛斯理相信徵求者有控制他人腦部的能力。故此，他與白素一致認為這是一件與人類生死攸關的力量，所以一定要加以阻止。為了達到此目的，他們先到瑞士的柳絮古堡，會合柳絮男友康維十七世。
到達瑞士機場後，康維十七世已在相迎，眾人前往古堡，衛斯理與白素被古堡前的湖景吸引前去觀賞。正當二人著迷時，突然間，二人似被催眠般感到自己身於水中，幸而二人意志力堅強，可抵抗這外來力量。但是，根據康維十七世的調查，根本發現不到任何能量的入侵，並強調這是幻覺，衛斯理與白素反駁沒有可能二人同時出現幻覺，故此，眾人只好推測操控該能量者掌握極先進的科技水平。
商討無結果後，衛斯理和白素離開古堡稍息。此時，二人在湖邊突然失蹤。幾個小時後，卻忽然回到湖邊。原來，二人被不明的能量帶到湖水中。進入湖水後，二人並無於水中的不適感。到達目的地後，二人張開眼睛，發現依稀在歐洲，衣服快速乾妥，而眼前的卻是衛斯理的好友黃而。白素想起能與水溝通的黃而是非人協會的成員，因而猜測徵求「生命配額」的是非人協會。
果然，一切如白素推測，徵求「生命配額」的是非人協會。可是，衛斯理和白素都無法理解其原因。原來，身為非人協會成員之一、為外星人與人類所生的混血兒文依萊兄弟從太空返回地球後有見其母行將就木，故把自己的「生命配額」轉讓其母，同時在場的黃而即時想到其母的健康亦日漸走下坡，於是求文依萊兄弟把餘下的配額轉移母親，但是文氏兄弟並不能把配額轉於沒有血緣關係的人類。
為了使「生命配額」的轉移成事，及促進人類科學水平，非人協會決定向全球徵求「生命配額」，合格者則被黃而通過水系把他們帶到非人協會中心，而未能合格者則會被黃而控制的細胞（細胞含有水分），令這些應徵者失去曾應徵的記憶，這解釋了於《買命》中小郭一直無法找到應徵者、柳絮的資料被他人盜讀等問題。
對於，衛斯理認為由非人協會買賣配額再無不可接受之理。這時，非人協會要求衛斯理別把此事張揚，衛斯理哼的一聲，拒絕了，故事至此結束。

## 相關人物
- 衛斯理

書中主角，起初他一直堅信「生命配額」的買賣涉及生命，故此並不道德。及後，他看到眾多應徵者多次為結束自己痛苦的生命，或為取得醫藥費，延長家人壽命的理由而願意出售「生命配額」，令衛斯理很是感動，回心轉意，不再認為這是不道德的交易。隨後，他明白到非人協會只會把「生命配額」轉讓於對人類有貢獻的科學家後，更支持配額的轉移。
- 白素

衛斯理太太，她一鳴驚人的提倡非人協會除了要把「生命配額」轉讓於科學家外，更應該把配額轉讓於不怕強權的政治家或革命家，令人類的奴性消失，成為宇宙中的高等生命，令非人協會為之佩服，結果成功加入非人協會。
由於加入非人協會是一件不容易的事，因此就算衛斯理最初認為非人協會一直針對他，衛斯理也不表反對，並不再對協會有反感之意。
- 陳景德

衛斯理的好友之一，是一位富商，他有一哥哥，名為陳宜興，兩人均為富商。由於他們是雙胞胎的關係，二人擁有共同的「生命配額」，為免浪費其中一人的生命配額，大哥陳宜興希望能與徵求者取得聯絡，把自己的配額取出，到需要時再使用。但在及後，陳宜德無故失蹤，其弟因擔心的關係，因而拜托良辰美景聯絡上衛斯理。
- 柳絮

「極權政體」的女特務，她的記憶由於在不可能的情況下被他人盜讀，故有求於衛斯理，令他和白素到了瑞士。
- 黃而

衛斯理的好友黃堂之弟，是一位天真的成年人，加上能與水溝通，故衛斯理稱他為天下第一奇人。由於他與水交流達到水乳交融的地步，因此他能利用「水循」，使衛斯理和白素到達目的地。
- 康維十七世

柳絮的男友，來自外星球的機器人，是一位半人類半機械人，他體內有一台一流的測謊機、頭髮由光纖組合、腦部由電腦集合而成，卻擁有人類的思想和言語能力。他利用高科技試圖協助衛斯理找出「生命配額」的徵求者，但無果。
對於「生命配額」的轉移，康維表示這根本不存在道德問題，因這與捐血與器官移植實無分別，令衛斯理大為佩服。
- 范總管

非人協會的總管，地位極高，他負責解釋一切有關「生命配額」買賣的事宜。他一直認為人類之所以未能晉身為宇宙中的高級生物是由於人類生命太短，令偉大的科學家未能於有生之年創造先進的發明，又恐防買賣最終會由權貴主宰，故主張由非人協會主持買賣。
- 良辰美景

衛斯理好友，為雙胞胎姐妹，她們受陳景德所托，致電找衛斯理。

## 資料來源
以下內容以香港勤十緣出版社作準：
1. ↑  .   [2009-08-22]. （原始内容存档于2016-03-04）.
2. ↑  賣命 – 第一部份 – P.5-14
3. ↑  賣命 – 第二部份 – P.60-63
4. ↑  賣命 – 第三部份 – P.65-66
5. ↑  賣命 – 第四部份 – P.69-76
6. ↑  賣命 – 第四部份 – P.93-96
7. ↑  賣命 – 第七部份 – P.137-144
8. ↑  賣命 – 第八部份 – P.169-171
9. ↑  賣命 – 第九部份 – P.178-179
10. ↑  賣命 – 第十部份 – P.197-203
11. ↑  賣命 – 第十部份 – P.201-206
12. ↑  賣命 – 第六部份 - P.113-121
13. ↑  賣命 – 第十部份 - P.202
14. ↑  賣命 – 第九部份 - P.180-183
15. ↑  賣命 – 第一部份 – P.15-21
16. ↑  賣命 – 第八部份 - P.175
17. ↑  賣命 – 第九部份 - P.172-173
18. ↑  賣命 – 第十部份 - P.185
19. ↑  賣命 – 第四部份 - P.69
20. ↑  賣命 – 第五部份 - P.87
21. ↑  賣命 – 第七部份 – P.125-127

| 前任者： 105 買命 | 衛斯理系列（按編號） 106 | 繼任者： 107 考驗 |